# 미나토소프트
미나토소프트(일본어: みなとそふと)는 주식회사 호크아이의 어덜트 게임의 브랜드이다. 동사(同社)의 소재지는 가나가와현 요코하마시 니시구. 파트너 브랜드의 일원이기도 하다.

## 개요
인터하트의 자매 브랜드 캔디소프트에서 《누나, 확실하게 하자!》 《츠요키스》의 기획·시나리오를 손댄 타카히로가 독립해 시작한 브랜드이다. 덧붙여서 소재지는 옛 보금자리인 인터하트에서 불과 수백 미터밖에 떨어져 있지 않다.
홈페이지는 매주 금요일 갱신.

## 작품 리스트
- 네가 주인이고 집사가 나 (2007년 5월 25일 발매)
- 진지하게 날 사랑해! - 마지코이, 애니메이션 화 예정 (2009년 8월 28일 발매)
  - 진지하게 날 사랑해! S - 마지코이S

## 같이 보기
- 타카히로
- 시오카제 방송국 ~미나토라디오!